# Eliakim Carmoly
Eliakim Carmoly ou Eliacin Carmoly est un rabbin et érudit juif alsacien du XIXe siècle (Soultz-Haut-Rhin, le 5 août 1802 - Francfort-sur-le-Main, le 15 février 1875).

## Éléments biographiques

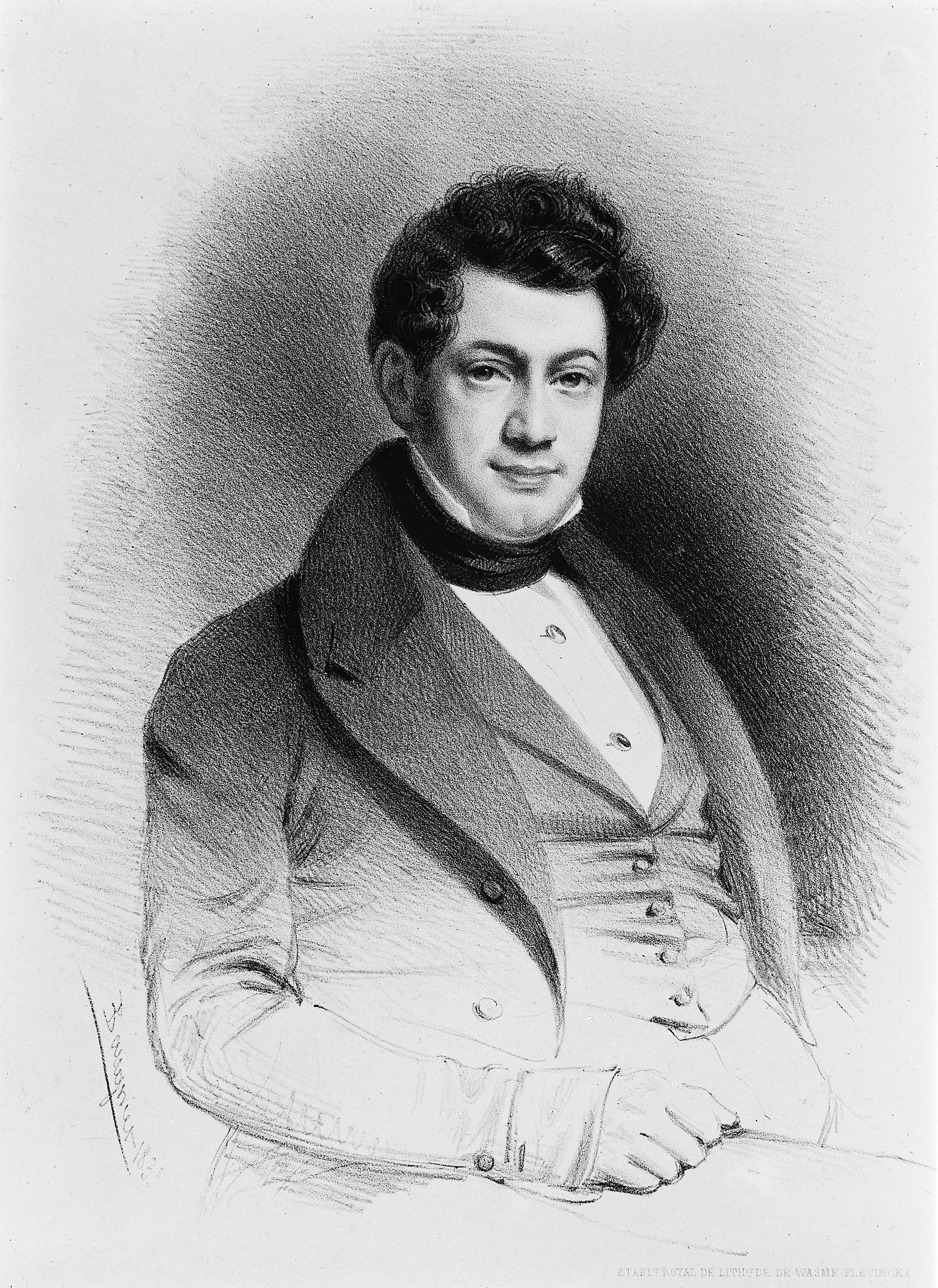
Représentation de Carmoly « écrivain juif »

Petit-fils d’Issachar Bär Carmoly (en), Eliakim Carmoly naît Goschel David Behr (ou Baer) mais adopte très tôt le nom de Carmoly, porté par sa famille aux XIVe et XVe siècles. Pratiquant aussi bien le français que l’allemand, il étudie l’hébreu et le Talmud à Colmar.
Il se rend à Paris et devient employé à la Bibliothèque nationale de France où il étudie passionnément les vieux manuscrits hébreux qui y sont conservés. Après s’être fait connaître par ses publications scientifiques dans diverses revues scientifiques, il est nommé rabbin à Bruxelles le 18 mai 1832, peu après la création du consistoire central israélite de Belgique. Il s’emploie à fortifier la communauté nouvellement fondée et établit des écoles pour les pauvres.
Sept ans plus tard, face à l’opposition que suscitent ses projets de réformes, il quitte le rabbinat et se retire à Francfort, où il se consacre entièrement à l’étude de la littérature juive et à l’établissement de collections de livres et manuscrits en hébreu.

## Œuvres
Les travaux de Carmoly ont été vivement critiqués à maintes reprises et ses conclusions sont de fait souvent infondées. Ses contributions n’en demeurent pas moins précieuses pour l’histoire et la littérature juives.
Il est l’auteur de :
- Toledot Guedole Yisrael, Dictionnaire biographique des juifs éminents, anciens et modernes. Metz, 1828 (un seul volume paru qui va jusqu’à Aaron ben Hayyim, a été publié)
- Wessely et ses écrits, Nancy, 1829
- Sivouuv Rab Petahya, chronique des voyages de Petahia de Ratisbonne, traduits en français et accompagnés du texte en hébreu, Paris, 1831
- Eldad ha-Dani, chronique des voyages d’Eldad le Danite, voyageur du IXe siècle, traduit en français, suivi du texte et de notes, Bruxelles, 1834
- Mémoire sur un médaillon en l’honneur de Louis-le-Débonnaire, ibid. 1839
- Maimonides und Seine Zeitgenossen, traduit de l’hébreu en allemand, Francfort-sur-le-Main, 1840
- Mebasseret Tzion (Sion, qui annonces de bonnes nouvelles), collection de lettres de Jérusalem sur les dix tribus perdues, Bruxelles, 1841
- Les Mille et Un Contes, Récits Chaldéens, Bruxelles, 1842
- 'Aqtan de-Mar Ya'aqob, une sorte de midrash en six chapitres sur les Khazars, publié pour la première fois à partir de deux manuscrits, ibid. 1842
- Eldad et Medad ou le Joueur Converti, traduit de l’œuvre de Léon de Modène, avec notice biographique sur l’auteur, ibid. 1844
- Le Jardin Enchanté, recueil de contes, ibid. 1845
- Sefer ha-Kuzarim: Des Khozars au Xe siècle, suivi d’une lettre du ministre d’'Abd el-Rachman III au roi de Khozarie et de la réponse du prince, ibid. 1845
- Histoire des Médecins Juifs, anciens et modernes, ibid. 1844
- Halikot Eretz Yisrael : Itinéraires de la Terre sainte des XIIIe – XVIIe siècles, traduit de l’hébreu, ibid. 1847
- Dibre ha-Yamim le-Bene Yachya, généalogie et biographie de la famille Yahya, Francfort-sur-le-Main, 1850
- Notice historique de Benjamin de Tudèle, suivi de Examen géographique de ses voyages par J. Lelewel, Kiessling, Bruxelles et Leipzig, 1852 (en ligne).
- La France Israélite ; Mémoire pour servir à l’histoire de notre littérature, Paris, 1858
- Ha-'Orebim u-Bene Yonah (Les Corbeaux et les Colombes), généalogie de la famille Rapoport, Rödelheim, 1861
- Imre Shefer (Mots de beauté) sur une versification hébraïque par Abshalom Mizrachi (quatorzième siècle), avec une introduction et un appendice contenant des essais littéraires et des poèmes par l’éditeur, Francfort-sur-le-Main, 1868

En dehors de ces ouvrages, Carmoly a contribué à de nombreuses revues, dont le Journal asiatique, et a édité la Revue orientale (Bruxelles, 1841-44, 3 volumes), où il a lui-même rédigé la plupart des articles. Parmi ses plus importantes contributions,
- « Vocabulaire de la géographie rabbinique de France »
- « Essai sur l’histoire des juifs en Belgique »
- « Mille Ans d’Annales Israélites d’Italie »
- « De l’État des Israélites en Pologne »
- « Des Juifs du Maroc, d’Alger, de Tunis, et de Tripoli, depuis leur établissement dans ces contrées jusqu’à nos jours ».
- Tour du monde, ou Voyage du rabbin Péthachia, de Ratisbonne, dans le XIIe siècle, texte hébreu, traduction en français et présentation par Eliacin Carmoly, Journal asiatique, Paris, octobre 1831 (lire en ligne).